# أريفالدو أنطونيو سارايفا
أريفالدو أنطونيو سارايفا (22 نوفمبر 1980 في كيوباتو في البرازيل – )؛ هو لاعب كرة قدم كان يلعب كمهاجم.

## وصلات خارجية
- أريفالدو أنطونيو سارايفا على موقع رابطة كرة القدم اليابانية للمحترفين (اليابانية)
- أريفالدو أنطونيو سارايفا على موقع قاعدة بيانات كرة القدم.إي يو (الإنجليزية)
- أريفالدو أنطونيو سارايفا على موقع Soccerway.com (الإنجليزية)
- أريفالدو أنطونيو سارايفا على موقع عالم كرة القدم.نت (الإنجليزية)